# Constanza de Castilla (1136-1160)
Constanza de León (1136-París, 4 de octubre de 1160) fue una infanta de León por nacimiento, y reina de Francia por matrimonio. Era hija del rey Alfonso VII de León y de Berenguela de Barcelona.

## Matrimonio y descendencia
Fue la segunda esposa del rey Luis VII de Francia, después de Leonor de Aquitania. Su matrimonio y su consagración tuvieron lugar en Orleans en 1154.
Fue la madre de:
- Margarita (1158-1197), condesa de Vexin. Casada en primeras nupcias con Enrique el Joven, hijo del rey Enrique II de Inglaterra; con descendencia. Y en segundas nupcias con el rey Bela III de Hungría; sin descendencia.
- Adela (1160-1220), futura condesa de Vexin. Casada con el conde Guillermo IV de Ponthieu; con descendencia.

Tras un peregrinaje a Santiago de Compostela, murió en París durante el parto de su hija, Adela. Desesperado por tener un hijo, su esposo se volvió a casar apenas cinco semanas después de su muerte.
Constanza fue enterrada en la basílica de Saint-Denis, París.